# Northampton (Massachusetts)
Northampton è una città degli Stati Uniti d'America, capoluogo della contea di Hampshire nello stato del Massachusetts.
È sede di una prestigiosa università privata femminile, lo Smith College. Vi nacque Josiah Whitney, geologo.